# Simfonia núm. 2 (Bruckner)
La Simfonia núm. 2 en do menor (A 93), d'Anton Bruckner va ser composta principalment a Viena a entre 1871 i 1972 i ell mateix en va dirigir l’estrena el 26 d'octubre de 1873 a Viena. Aquesta versió inicial portava una dedicatòria a la Societat Filharmònica.

## Origen i context
Bruckner va escriure la Segona Simfonia en una etapa en què començava a gaudir d’un cert prestigi internacional —sobretot com a organista improvisador, més que no pas com a compositor—, i aquesta projecció li donava un fort impuls creatiu. El 1869 actuà a París, a la catedral de Notre-Dame, i el 1871 va viatjar a Londres per participar en un concurs organitzat amb motiu de la inauguració del nou orgue del Royal Albert Hall, construït per a l’Exposició Universal.
De retorn a Viena, Bruckner es va abocar a la composició de la Segona Simfonia. En va escriure la primera versió entre l’11 d’octubre de 1871 i l’11 de setembre de 1872. Els esbossos n'havien estat traçats a Londres durant una gira de concerts d'orgue, sent conclosa a Sankt Florian. Està escrita en la mateixa tonalitat que la Simfonia núm. 1, però és més clara, més aèria i també més moderada. Va ser anomenada Simfonia de l'Alta Àustria per August Göllerich, primer biògraf de Bruckner.
L’any 1872 va ser intens per a Bruckner. A més dels constants ajornaments de l’estrena de la seva imponent Missa en fa menor, WAB 28, va començar a endinsar-se seriosament en la composició de la seva Segona Simfonia. Però aquell any també va estar marcat per esdeveniments rellevants: Richard Wagner, a qui Bruckner venerava profundament, visitava Viena per dirigir un concert, i el 15 de novembre s’hi inaugurava el nou orgue Ladegast a la Sala Daurada de la Musikverein. Finalment, la Missa es va estrenar el 16 de juny de 1872 a l’Augustinerkirche, l’església imperial de Viena, sota la direcció del mateix Bruckner i amb la participació del cor i l’orquestra de la Hofoper. L’obra va causar una gran impressió a Franz Liszt.
L’èxit de la Missa va reforçar l’autoestima de Bruckner i el va impulsar a dedicar-se amb determinació a la composició de la Segona Simfonia. Les anotacions que ell mateix va fer a l’autògraf en donen testimoni: el primer moviment es va completar el 8 de juliol, l'Scherzo el 16, el Trio el 18 i l’Adagio —encara pensat com a tercer moviment— el 25. Només tres dies després, el 28 de juliol, iniciava el Finale. A començaments d’agost ja era a Linz, ocupat en la còpia en net, i l’11 de setembre, al monestir de Sant Florian, va considerar que la Segona Simfonia era enllestida.

## Estrena
La Filharmònica de Viena, a qui Bruckner pretenia dedicar la partitura (després que Franz Liszt ignorés una sol·licitud de permís per dedicar-li l’obra), la va rebutjar considerant-la «intocable». Com que no va aconseguir convèncer de cap manera el director Otto Dessoff perquè la interpretés, Bruckner va contractar l’orquestra de l’Òpera Reial de Viena i la va dirigir ell mateix per primera vegada el 26 d’octubre de 1873. El seu mecenes, el príncep de Liechtenstein, li havia promès suport econòmic. Les crítiques van ser una barreja de bona voluntat i retrets.
Aconsellat per Johann Herbeck, Bruckner va revisar l’obra, i aquesta nova versió es va estrenar el 20 de febrer de 1876. Finalment, l’any següent, va aparèixer una tercera i darrera versió, dedicada a Franz Liszt, a qui Bruckner havia conegut al festival de cantaires de Pest l’any 1865. El canvi més important va ser la substitució del remarcable solo de trompa al final de l'Adagio (considerat d'execució massa difícil a l'època!) per un solo de clarinet. No obstant això, molts directors d'orquestra restableixen avui dia el solo de trompa, així com els diversos talls i les repeticions de l'Scherzo, que havien sofert la mateixa sort.
La Simfonia núm. 2 no gaudeix avui dia de la mateixa popularitat que la resta de simfonies de l'autor. No obstant això, respecte de la Simfonia núm. 1, la forma s'engrandeix, l'organització s'aprofundeix (els moviments extrems presenten motius comuns), i l'equilibri general queda més palès.

## Orquestració
Efectiu orquestral: fustes per dos; 4 trompes, 2 trompetes; 3 trombons; timbales; corda (la mateixa disposició que en la Primera Simfonia).
Durada mitjana d'execució (versió definitiva de 1877): 1 hora.

## Anàlisi
Un dels aspectes més remarcables d’aquesta simfonia és l’ús que fa Bruckner de la “pausa parladora”: la Gran Pausa, fins al punt que ha valgut a l’obra el sobrenom de Simfonia de les pauses. En relació amb la Primera Simfonia, s’hi intensifica tant el treball contrapuntístic com l’articulació formal. A més, hi apareixen per primera vegada dos trets fonamentals de l’estil brucknerià: d’una banda, l’ornamentació d’un grau de l’escala mitjançant notes de pas superiors i inferiors; de l’altra, la presència del ritme mixt dins d’un mateix compàs, recurs d’herència wagneriana. En aquesta simfonia, Bruckner també comença a recórrer a l’autocita: l’Adagio fa referència al Benedictus i el Finale al Kyrie de la Missa en fa menor.
Els quatre moviments són Moderato, Adagio, Scherzo i Finale.

### 1. Moderato
Indicat Ziemlich schnell, "bastant ràpid": el tema principal es deixa sentir, confiat als violoncels, sobre un trèmolo de dobles tresets, sobre acords de do menor (violins i violes); melodia expressiva, amb breus intervencions de les trompes. La trompeta subratlla el ritme de base, picat sobre la nota do; i el tema, harmònicament enriquit, sofreix algunes transformacions abans d'apagar-se en un pianissimo dels clarinets, dels fagots i de les trompes. Tres lleugers colps de timbal: una pausa general precedeix l'anunci d'un segon tema superbament cantat, de nou, pels violoncels, en la tonalitat de mi bemoll major (complementària del do menor inicial). Breu crescendo, abans d'una crida de les trompes; després la melodia tranquil·la, interioritzada, del tercer tema (flautes, clarinets i oboès), subjecte també a moltes transformacions. Aquest tercer tema cita part d’un tema de la Fuga en sol menor (BWV 578) de Johann Sebastian Bach, que Bruckner interpretava sovint en aquella època. De nou, una pausa de l'orquestra: un solo de trompa introdueix un desenvolupament amb dimensions èpiques. En el moment de la reexposició, els violoncels proposen encara el tema principal; retorn dels altres temes segons llur presentació inicial, abans d'un nou silenci que trenca la coda - en el tempo primo - conclou amb un tutti heroic de do menor, que subratllen rítmicament les trompetes.

### 2. Adagio
Indicat Feierlich, etwas bewegt, "solemne, un poc animat": revesteix el caràcter d'un Andante. Es tracta d'una il·lustració perfecta de la manera amb què Bruckner elabora un moviment de simfonia nodrint el material temàtic amb figures melòdiques i harmòniques. To meditatiu del tema principal als primers violins, - reprès per les altres cordes. Bella idea secundària a l'oboè. El solo de trompa condueix a un nou tema de gran expressivitat, com un coral puntuat pel pizzicato de les cordes. Aquest tema es combina hàbilment amb el primer mitjançant un solo de fagot. Breu i tranquil interludi de les cordes, abans d'una reminiscència del "Benedictus" de la Missa en fa menor (estrenada el mateix any - 1872 - de la conclusió de la segona simfonia): "Im Namen des Herrn", - cita orquestral gairebé textual del cant a la glòria de Déu... Tot es dissipa en l'extrema calma - triple piano - amb el famós solo de trompa (o de clarinet), amb la corda interpretant amb sordina.

### 3. Scherzo
Indicat Schnell, "ràpid": amb ritme de 3/4. L'encisador trio té l'aparença d'un ländler de vegades somniador (les violes, després els segons violins, clarinets i violoncels). Després es reprèn l'Scherzo. Les melodies de l'Scherzo, així com el tema de vals del Trio, recorden les danses camperoles de l’Alta Àustria, amb les quals Bruckner estava familiaritzat gràcies a les nombroses festes de poble on havia tocat el violí durant els anys que treballava com a ajudant d’escola.

### 4. Finale
Moderato indicat Mehr schnell, "més ràpid": a 3/4, i en do menor. Està construït, com el Moderato inicial, sobre tres temes. Els dos moviments, a més, presenten relacions temàtiques significatives, en particular pel ressorgiment d'un ostinato derivat del tema inaugural de l'obra; aquest mateix tema, reapareix en el transcurs del desenvolupament i figura en la coda. La base rítmica constitueix altre element d'unificació, principalment en la conclusió. D'igual manera es poden identificar transformacions tonals lligades a les del moviment introductori: el la bemoll major de partida se substitueix, amb el segon tema, amb un la major que evoluciona vers mi bemoll..., abans de la conclusió en do major. És per tant una concepció organitzativa semblant a la del primer moviment i - amb, en aquesta ocasió, dues cites del "Kyrie" de la Missa en fa menor - a la de la simfonia en conjunt. Només es pot reprotxar cert desordre de l'arsenal temàtic, massa ric sense dubte, i massa fragmentat, que fa pensar que el compositor, malgrat el rigor de les seues intencions, no ha dominat completament la seua traducció musical.

## Discografia
- Carlo Maria Giulini amb la Wiener Symphoniker
- Herbert von Karajan amb l'Orquestra Filharmònica de Berlín
- Bernard Haitink amb l'Orquestra Reial del Concertgebouw d'Amsterdam
- Eugen Jochum amb l'Orquestra Simfònica de la Radiodifusió Bavaresa
- Riccardo Chailly amb l'Orquestra Reial del Concertgebouw d'Amsterdam